# Krzysztof Kosikowski
Krzysztof Leszek Kosikowski (ur. 31 stycznia 1961 w Urzędowie) – polski kolarz, paraolimpijczyk. Srebrny medalista paraolimpijski z  Londynu (2012) oraz brązowy z Pekinu (2008).

## Medale Igrzysk Paraolimpijskich

### 2012
- – kolarstwo - wyścig ze startu wspólnego (B) – w tandemie razem z pilotem Arturem Korcem

### 2008
- – kolarstwo - jazda na czas (B&VI 1–3) – w tandemie razem z pilotem Arturem Korcem

## Odznaczenia
- Srebrny Krzyż Zasługi – 2008[3]